# Wipeout (série de jeux vidéo)
Pour les articles homonymes, voir Wipeout.
Wipeout (stylisé wipEout) est une série de jeux vidéo développée par SCE Studio Liverpool, anciennement Psygnosis, studio de développement que Sony a fait fermer en août 2012. Apparue en 1995, Wipeout totalise huit épisodes en 2008. Le joueur participe à des courses futuristes aux commandes d'engins antigravité ultra-rapides et armés.
La série connaît un succès critique et commercial et s'établit comme une franchise phare de Psygnosis puis Sony Computer Entertainment (à partir de 1999). La série est généralement reconnue pour sa jouabilité amusante et technique qui propose d'expérimenter une aérodynamique unique, ses graphismes futuristes (le design de la série a été initié par The Designers Republic), ses musiques comprenant des morceaux d'artistes reconnus de la scène électronique (comme The Chemical Brothers ou The Prodigy) et sa réalisation technique qui en fait une vitrine technologique (de la 3D temps réel à la haute définition).
Née sur PlayStation, la série apparaît aussi sur Macintosh, Nintendo 64, Saturn et Windows sous l'ère Psygnosis. Dans les années 2000, elle se poursuit sur PlayStation 2, PlayStation Portable, PlayStation 3 et PlayStation 4 avec la compilation WipEout Omega Collection.

## Histoire de la série

### Système de jeu
Les engins de Wipeout sont des aérodynes qui utilisent une technologie fictive appelée Anti-Gravité pour léviter à quelques centimètres au-dessus du sol. L'une des particularités du gameplay de la série réside dans la tenue d'assiette et le contrôle des aérofreins latéraux de manière dissociée pour mieux négocier les virages serrés. Un temps d'adaptation peut être nécessaire pour les débutants, mais la maîtrise du gameplay permet des sensations grisantes de vitesse et de flottement dans l'air.
Les pistes présentent un design atypique avec des courbes complexes et des inclinaisons sophistiquées à variations multiples (plus de 10 % de pentes, vrilles, ponts aériens…).
Le vaisseau peut s'équiper d'armes puissantes dont le « Quake Disruptor » (ou Séisme), qui engendre une vague sismique se propageant tout au long du circuit. En plus du pilotage, la stratégie consiste alors à ralentir ses adversaires en utilisant les armes.

#### Épreuves

##### Course unique et Tournoi
Dans la Course unique, le joueur participe à une course de plusieurs tours sur un circuit et se trouve opposé à plusieurs concurrents (les armes sont désactivables dans certains épisodes de la série). Le vainqueur est le premier à traverser la ligne d'arrivée. Le Tournoi est un championnat sur plusieurs courses. Le vainqueur est celui qui dispose du total de points le plus important à l'issue de toutes les courses. Ces épreuves sont jouables en solo, en multijoueur et en ligne pour les épisodes post-2007.

##### Contre-la-montre et Tour rapide
Dans l'épreuve Contre-la-montre, le joueur doit battre un temps cible sur plusieurs tours. Dans le Tour rapide, le joueur dispose d'un nombre de tours limité pour battre un temps au tour cible. Les deux épreuves sont disponibles en mode solo.

##### Zone
Dans l'épreuve Zone, le joueur est seul en piste tandis que la vitesse du véhicule augmente irrémédiablement à chaque zone de dix secondes. La partie se termine lorsque le vaisseau est détruit. Le but du jeu est de tenir le plus longtemps possible pour engranger un maximum de points. Le joueur marque des points supplémentaires à chaque fois qu'il survole un pavé de vitesse, qu'il réalise une zone parfaite (aucun dommage subi) et qu'il accomplit un nouveau tour de circuit. Les zones parfaites apportent un bonus d'énergie. Cette épreuve de pilotage pure est apparue en 2002 dans Wipeout Fusion.

##### Eliminator
Dans l'épreuve Eliminator, le joueur est opposé à sept autres concurrents à qui il doit infliger des dommages pour marquer des points. Le vainqueur de l'épreuve est le premier concurrent qui atteint le total de points cible. Les points engrangés varient en fonction de la quantité de dégâts infligés. La destruction d'un vaisseau, un frag, rapporte un bonus de points tandis que la destruction de son propre vaisseau retire des points. La jauge d'énergie des vaisseaux se régénère partiellement à chaque tour réalisé tandis que l'absorption des armes active un bouclier temporaire. L'épreuve est apparue dans Wipeout 3 (1999). Dans les épisodes plus récents, les concurrents ont la possibilité de faire un demi-tour soudain pour viser leur adversaires de face. L'épreuve est jouable en solo, en multijoueur et en ligne.

##### Combat Zone
Dans l'épreuve Combat Zone, le joueur est opposé à sept autres concurrents et doit survoler les pavés Zone et réaliser des tonneaux pour remplir sa barre Zone. En activant l'acquis de la barre Zone, la vitesse du véhicule augmente du nombre de zones équivalent (au maximum 8 zones) et un obstacle, une barrière Zone, est activée sur la piste dans le sillage du véhicule. Les collisions avec les barrières Zone font perdre de l'énergie et la destruction du vaisseau entraîne un malus dans le total de zone atteint. Le seul moyen d'obtenir un bouclier pour traverser les barrières sans encombre est d'absorber la barre Zone. Le vainqueur de l'épreuve est le premier concurrent qui parvient à entrer dans la zone cible. L'épreuve est jouable en solo, en multijoueur et en ligne.

##### Detonator
Detonator est une épreuve solo qui mixe pilotage et shoot them up. Le joueur doit se frayer un chemin au milieu des mines et des bombes disposées sur la piste tandis que la vitesse du vaisseau augmente irrémédiablement. Le vaisseau est équipé d'un canon principal et d'une arme spéciale à impulsion électromagnétique (IEM), qui génère une onde de choc et se recharge en survolant les pavés IEM. À chaque tour, de nouvelles mines et bombes apparaissent sur la piste, s'ajoutant à celles qui n'ont pas été détruites dans les tours précédents. Le but du jeu est de marquer le maximum de points en détruisant les mines et en survivant le plus longtemps possible. Des points supplémentaires sont obtenus en réalisant des chaînes de 5, 10 et 15 tirs au but consécutifs. L'épreuve s'achève automatiquement après le 14e tour.

#### Écuries
Il y a 12 écuries au total. La première est celle de Feisar, créée en 2036, qui est la plus ancienne des écuries et représente l'Union Européenne; la deuxième est celle de AG Systems, créée en 2040 sous le drapeau du Japon ; la troisième est celle de Qirex-RD, représentée par les Russes, est créée en 2045; la quatrième est celle d'Auricom, créée en 2046, qui est l'écurie américaine rivale de l'écurie russe Qirex ; la cinquième est celle de GOTEKI 45, créée en 2095, qui représente l'île de Makana ; la sixième écurie est celle de Piranha Advencements, créée pour le Brésil, est mise en service en 2097 ; la septième est celle de Assegai Developments, créée en 2113, qui représente les Nations Africaines Unies ; la huitième de ces écuries est celle de EG.X Technologies, créée en 2172, qui représente une alliance entre la Chine et la Finlande ; la neuvième écurie, Icaras, est celle de la Grande-Bretagne recréer en 2193 ; la dixième écurie, est l'écurie Harimau, créée pour la Malaisie, et dont les premiers vaisseaux sortent en 2197 ; la onzième écurie, Triakis, dont les vaisseaux font leurs premières courses en 2197, est créée pour l'Australie ; la douzième écurie, Mirage, appartient aux Émirats arabes unis et est fondée en 2202. Chacune de ces écuries propose un style différent à travers ses modèles, mettant en avant tantôt la vitesse de pointe, tantôt la vitesse d'accélération, ou encore la résistance aux dégâts ou la capacité à négocier les virages, tout comme cela se fait dans les jeux de course plus traditionnels.

#### Équipement des vaisseaux
- les armes offensives :
  - Le missile : après avoir visé un vaisseau adverse, il se lance à sa poursuite jusqu’à ce qu'il touche sa cible, à moins qu'il ne se détruise contre un mur. Il peut cependant rebondir plusieurs fois sur ce dernier. Les dégâts occasionnés sont moyens (10 % à 30 % d'énergie suivant les vaisseaux).
  - La roquette : pas de visée. La roquette file tout droit jusqu’à rencontrer un obstacle. Suivant les vaisseaux, elles peuvent être au nombre de 1, 2 ou 3. Les dégâts occasionnés sont moyens (10 % à 30 % d'énergie suivant les vaisseaux).
  - Le séisme : une vague de feu est envoyée sur le circuit, affectant tous les vaisseaux se trouvant sur son chemin. Les dégâts occasionnés sont moyens (20 % à 40 % d'énergie suivant les vaisseaux).
  - Le canon : 30 obus sont chargés dans les canons avant du vaisseau et employés de façon semi-automatique. Les dégâts occasionnés sont faibles (1 % à 2 % d'énergie par obus suivant les vaisseaux).
  - Le plasma : après un temps de chargement, le plasma file tout droit en détruisant tout ce qui se trouve sur son passage (mines et bombes), puis disparaît en touchant un vaisseau ou un mur. Les dégâts occasionnés sont élevés (40 % à 80 % d'énergie suivant les vaisseaux).
- les armes défensives :
  - Les mines : 3 à 5 mines sont lâchées derrière le vaisseau, destinées à ralentir les adversaires. Les dégâts occasionnés sont faibles (3 % à 10 % d'énergie suivant les vaisseaux).
  - La bombe : une bombe est lâchée derrière le vaisseau, elle ralentit et occasionne des dommages au vaisseau qu'elle touche et ralentit ceux qui sont proches. Les dégâts occasionnés sont moyens (20 % à 40 % d'énergie suivant les vaisseaux).
  - La sangsue : après avoir harponné un adversaire, un flux d'énergie relie les deux vaisseaux et puise l’énergie du vaisseau visé vers les batteries du commanditaire afin de les recharger . Les dégâts occasionnés sont incalculables : ils dépendent des vaisseaux eux-mêmes, ainsi que de la distance qui les sépare. La sangsue procure au vaisseau un bouclier qui se désactive en cas de choc violent. La sangsue dure plus longtemps en épreuve Combats et se désactive si les vaisseaux sont trop éloignés.
  - Le turbo : il procure une brève et puissante accélération.
  - Le pilotage automatique : prend les commandes du vaisseau durant un bref instant (5 secondes). Dans Wipeout 2048, un bouclier s'active lorsque le pilotage automatique est enclenché.
  - Le bouclier : il protège durant 5 secondes le vaisseau de tout dégât éventuel. En épreuve Combat, il se désactive en cas d'impact violent et peut éventuellement être pénétré (par exemple si l'appareil est touché par un plasma).

### Réalisation

#### Visuel
La série est connue pour ses visuels futuristes iconiques. The Designers Republic, une agence anglaise de design graphique, a contribué au graphisme additionnel des trois premiers épisodes, en plus d'illustrer le packaging (pochette, CD et manuel). Wipeout est un des premiers jeux à mettre son identité visuelle entre les mains d'une agence indépendante. Le studio de Sheffield, réputé dans la publicité et la musique électro (notamment pour les artistes du label Warp Records), a travaillé en étroite collaboration avec l'équipe sur tout le contenu artistique : les logos et les livrées des écuries, la typographie des menus, les marques fictives sur les panneaux publicitaires ou encore l'affichage tête haute. Pour Wipeout Fusion, c'est l'agence Good Technology qui fut sous-traitée.
Au fil des épisodes, les développeurs ont cherché à représenter un avenir plus crédible et l'univers a gagné en cohérence et en raffinement avec des circuits mieux intégrés à leur environnement. Wipeout 2097 présentait de la publicité ingame (notamment pour la marque Red Bull ou encore pour les artistes ayant participé à la bande-son, ce qui était peu courant à l'époque mais qui s'intégrait au jeu et à son univers de façon cohérente et immersive).

#### Musique
La série est renommée pour sa musique, qui prend une place essentielle dans l'expérience de jeu. La bande-son du premier épisode est principalement réalisée en interne chez Psygnosis, par l'Anglais Tim Wright, alias CoLD SToRaGE. À partir de Wipeout 2097, les musiques sous licence sont privilégiées, issues de groupes de musique électronique anglais à l'instar de The Chemical Brothers, Orbital, The Prodigy ou Propellerheads. La série Wipeout est considérée comme un bel exemple de cette démarche encore nouvelle dans l'industrie au milieu des années 1990 et pas toujours heureuse, tant les musiques sont liées au thème du jeu,. Le genre electronica est le point de départ de la sélection, qui évolue vers le breakbeat, la house, la techno et le drum and bass.
Les développeurs cherchent à impliquer les artistes afin qu'ils composent de nouveaux morceaux ou remixent des morceaux existants. La musique doit s'intégrer à l'atmosphère du jeu : être « alimentée à l'adrénaline, sale et frénétique », sans renier le style naturel de l'auteur. Il y a quelques exigences, comme la durée, qui n'excède généralement pas trois minutes trente, et le rythme, avec des temps forts et des ruptures. Le morceau Atom Bomb, écrit par Fluke pour le second épisode, est devenu une pièce maîtresse dans l'album suivant du groupe. DJ Sasha a supervisé la direction musicale de Wipeout 3. À partir de Wipeout Fusion, la bande-son s'internationalise avec des artistes comme The Crystal Method, Kraftwerk, Mason, Noisia ou Timo Maas.

## Réception et influence
La série Wipeout est l'une des plus célèbres représentantes du genre avec la série F-Zero de Nintendo. L'épisode original est cité dans divers classements des « meilleurs jeux de tous les temps » (par exemple ceux du magazine britannique Edge en 2000 et 2007,). De son côté, Marcus souligne la difficulté de la maîtrise du jeu par les débutants tout en insistant sur le plaisir de la conduite et de l'action.
Wipeout est associé au succès et à l'image de la PlayStation. Commercialisé au lancement de la console en Occident, il contribue à la rendre populaire. Il ouvre aussi la voie à la stratégie marketing de Sony, laquelle participe à modifier l'image du jeu vidéo auprès du grand public : le jeu est « branché » et vise une audience plus âgée (les 15/25 ans),,. La série continue à être soutenue par la marque et chaque nouvelle machine accueille au moins un nouvel épisode.
L'influence de Wipeout est présente dans divers jeux de course comme Extreme G (1997) de Acclaim, Motorhead (1998) de Digital Illusions, Rollcage (1999) de Attention to Detail, Quantum Redshift (2002) de Curly Monsters, de Fatal Inertia (2007) de Koei Canada ou encore de Ballistics (2001) de GRIN. Le terme « Wipeout-like » apparaît dans la presse.
Le jeu apparaît dans le film Hackers sortie en 1995 avec Angelina Jolie et Jonny Lee Miller quand ils se retrouvent au Cyberdelia et s'affrontent à tour de rôle sur un écran géant au milieu de la zone de jeu.

## Les épisodes

### Wipeout
- Date de sortie : 1995
- Plate-forme : PlayStation, PC (1995), Saturn (1996)

L'épisode original se déroule en l'an 2052 sur les circuits de la ligue F3600. Le jeu propose trois types d'épreuve (Championnat, Course simple et Contre-la-montre) et un mode deux joueurs en réseau local. Il présente quatre vaisseaux et sept circuits. Le titre se démarque par son gameplay original et sa réalisation saisissante, soutenue par une 3D rapide et fluide et une bande-son dynamique. C'est l'un des premiers hits de la PlayStation.

### Wipeout 2097 / XL
- Date de sortie : 1996
- Plate-forme : PlayStation (1996), Saturn, Windows (1997), Amiga (1999), Mac (2002)

Wipeout 2097 se déroule en 2097 sur les circuits de la ligue F5000. Cet épisode, resté emblématique de la série, pousse plus loin le concept Wipeout. Les vaisseaux disposent désormais d'une jauge d'énergie, de nouvelles fonctions populaires apparaissent comme le Séisme, et la réalisation visuelle et sonore est plus élaborée. La bande-son de la version originale comprend essentiellement des titres sous licence de groupes à la mode comme The Chemical Brothers, Fluke, Future Sound of London et The Prodigy. Le jeu présente huit circuits, cinq vaisseaux (dont le fameux Piranha, à débloquer) et quatre classes de compétition.

### Wipeout 64
- Date de sortie : 1998
- Plate-forme : Nintendo 64

Wipeout 64 se déroule en 2098. Il propose cinq vaisseaux et sept circuits, la plupart détournés des premiers épisodes. Le jeu a la particularité de proposer un mode quatre joueurs en écran splité et d'instaurer un contrôle standard au stick analogique. La bande-son comprend un titre des Propellerheads (Bang on!) et de Fluke. C'est le premier jeu développé par Psygnosis sur N64 (et le dernier), commercialisé à un mois d'intervalle de F-Zero X.

### Wipeout 3
- Date de sortie : 1999
- Plate-forme : PlayStation

Cet épisode se passe en l'an 2116, sur les circuits de la ligue F7200.
Il s'agit d'un des rares jeux à posséder un affichage haute résolution à l'époque de la première PlayStation. Huit vaisseaux sont disponibles pour une dizaine de pistes différentes. Un mode prototype permet aussi de jouer sur les pistes qui n'ont pas été intégrées au jeu (elles ne sont pas texturées et comportent quelquefois des bugs). Il propose un mode deux joueurs en écran splitté et un mode quatre joueur en réseau local. Une version spéciale, Wipeout 3: Special Edition, est sortie le 17 juillet 2000. Elle ajoute huit circuits en provenance de l'épisode original et du 2097. Il est aussi le premier opus à proposer une vue en cockpit.

### Wipeout Fusion
- Date de sortie : 2002
- Plate-forme : PlayStation 2

Wipeout Fusion se passe en l'an 2160 sur les circuits de la Ligue F9000. Très attendu par les fans de la série, ce premier opus sur PS2 a déçu certains joueurs, notamment à cause de son nouveau moteur graphique, celui-ci étant accusé de "coller" les vaisseaux à la route. Mais, en contre-partie, des nouveautés font leur apparition : la possibilité d'améliorer les caractéristiques de son véhicule grâce à l'argent gagné lors des courses et du mode "Zone", la première utilisation de l'inversion (MagLock), des circuits avec variation possible, et une arme unique pour chaque écurie (ce qui est absent des versions sur PS3). La possibilité de choisir son pilote revient, mais fut abandonnée dès l'épisode suivant.

### Wipeout Pure
- Date de sortie : 2005
- Plate-forme : PlayStation Portable

Dans l'univers du jeu, durant les décennies qui ont suivi la disparition de la ligue F9000, seuls les pilotes amateurs ont entretenu le rêve de Pierre Belmondo (un des pionniers de la technologie antigravité). Grâce à leurs engins artisanaux construits sur des budgets de misère, ces fans ont permis à la compétition professionnelle de renaître de ses cendres. En 2197, l'attente touche à sa fin. Six écuries historiques et deux nouvelles venues effectuent les derniers préparatifs sur leurs vaisseaux, sur l'île de Makana, dans le Pacifique, qui va accueillir la première épreuve d'une nouvelle catégorie de compétition anti-gravité. Alors que le monde retient son souffle, le rideau va se lever sur la ligue FX300.
Caractéristiques du jeu :
- 16 circuits (jusqu'à 32 avec les packs téléchargeables)
- 10 vaisseaux/écuries (jusqu'à 20 avec les packs téléchargeables)
- 10 armes
- 20 musiques
- Mode multijoueur
- 3 ligues (jusqu'à 7 avec les packs téléchargeables)

### Wipeout Pulse
- Date de sortie : 2007
- Plate-forme : PlayStation Portable (2007), PlayStation 2 (2009)

Wipeout Pulse se déroule en 2207 sur les circuits de la ligue FX400. La compétition anti-gravité présente des circuits situés dans le monde entier : ils utilisent pour certains le MagLock, une technologie "magnétique" qui permet de créer les tracés les plus extrêmes de l'histoire de ce sport (inversions). Le jeu propose douze circuits (jouables en mode inversé) et huit vaisseaux. Le jeu implémente treize armes dont deux inédites (le shuriken et le faisceau sangsue).
Quatre packs d'extensions ajoutent quatre nouveaux circuits et vaisseaux.

### Wipeout HD
- Date de sortie : 2008
- Plate-forme : PlayStation 3

Wipeout HD se déroule en 2206 sur les circuits de la ligue FX350. Outre les tracés familiers de l'île de Makana, la classe FX350 comprend des circuits du monde entier intégrant la technologie MagLock de la catégorie FX400. Le jeu implémente huit circuits (repris des épisodes Pure et Pulse) ainsi que leurs versions inversées (dont sept inédites) et 12 vaisseaux. Le jeu propose cinq types d'épreuves (Course unique, Tournoi, Contre-la-montre, Tour rapide et Zone) et les modes de jeux Campagne, Racebox et En ligne. Il affiche des graphismes en haute définition 1080p à 60 i/s. Il est proposé en téléchargement sur le PlayStation Network à prix réduit (7,99 €).
Un pack d'extension, Wipeout HD Fury, est sorti en juillet 2009. Il ajoute huit autres circuits et trois nouvelles épreuves : Eliminator, Combat Zone et Detonator.

### Wipeout 2048
- Date de sortie : 2012
- Plate-forme : PlayStation Vita

Titré Wipeout 2048, cet épisode est développé par SCE Studio Liverpool. Comme son nom l'indique, le championnat se déroule en 2048, au commencement même de ce sport. Grâce à la PlayStation Vita, il est possible de piloter les bolides en inclinant la console sur les côtés lors des virages.
Le jeu propose 10 nouveaux circuits dont 8 ont été dévoilés avant la sortie du titre : Empire Climb, Métro Park, Sol, Unity Square, Queens Mall, Capital Reach, Rockway Stadium et Subway, sans oublier les circuits de Wipeout HD Fury. Il propose également 20 nouveaux vaisseaux et une campagne en ligne.
Le joueur peut, grâce au GPS de la console, se battre contre des rivaux. De plus, grâce à la réalité augmentée et à la caméra, il est possible de prendre des clichés des vaisseaux, ainsi que de faire s'affronter jusqu'à 8 joueurs sur la console ou en crossplay (système permettant de jouer à plusieurs sur différentes plates-formes, par exemple 4 personnes sur la PS Vita et 4 autres sur la PS3).

### Wipeout Omega Collection
- Date de sortie : 2017
- Plate-forme : PlayStation 4

WipEout Omega Collection développée par EPOS Game Studios et Clever Beans, est une compilation disponible uniquement sur PlayStation 4, regroupant les jeux WipEout HD, WipEout HD Fury et WipEout 2048. Un patch sorti en mars 2018 permet de jouer avec un casque PlayStation VR,. À sa sortie le jeu contient 26 circuits, 46 vaisseaux uniques et une bande-son améliorée.